# 斗南 (大字)
斗南，原稱為他里霧，是台灣雲林縣斗南鎮的一個傳統地域名稱，也是全鎮行政中心所在地，位於該鎮中部略偏西北。相較於今日行政區，其範圍大致包括東仁里西北半部、南昌里北大半部、中天里、北銘里西南大半部、西歧里不含西端。

## 歷史
台灣清治末期至日治初期，斗南地區為一街庄，稱為「他里霧庄」，隸屬於他里霧堡。該庄西與小東庄為鄰，東北及東與新庄為鄰，南邊為舊社庄，西南邊為五間厝庄，西邊為大東庄。
1901年（日治明治三十四年）11月，全台廢縣廳改設二十廳，該庄隸屬於斗六廳。1903年（明治三十六年）6月，該庄編入「他里霧區」，隸屬於斗六廳。1909年（明治四十二年）10月，合併二十廳為十二廳，他里霧區改隸屬於嘉義廳。1920年（大正九年），全台地方制度大改正，廢十二廳改設五州二廳，該庄改制並改名為「斗南」大字，隸屬於臺南州斗六郡斗南庄。1940年，斗南庄升格為斗南街。
戰後斗南街改制為斗南鎮，隸屬於臺南縣，大字亦改制為里。1950年10月，雲、嘉、南分治，斗南鎮改隸屬雲林縣。

## 聚落
本地區發展較早的聚落有他里霧、菜瓜藔，在日治期初期的官方地圖上已有記載。

## 交通
台鐵縱貫線是台灣西部南北鐵路幹線，大致以東北—西南走向經過斗南地區中部偏東南。境內設有斗南車站，屬二等站，停靠部分自強號及全部的莒光號及區間車。由此可前往台鐵沿線各站。
國道1號又稱「中山高速公路」，是貫穿台灣西部的兩條縱向高速公路之一，大致以東北微北—西南微南走向經過本地區西北端。境內未設交流道，北鄰小東境內的縣道158號交會處設有斗南交流道。由此可快速前往國道1號沿線各地。
省道台78線即「東西向快速公路－台西古坑線」，是雲林縣境內的東西向快速公路，大致以西北—東南走向繞大彎轉西南西—東北東走向經過本地區西南部及南部邊界外不遠處，並於本地區西南西方與國道1號交會處設有雲林系統交流道。最近的一般交流道省道台1線交會處的斗南交流道，位於本地區南南西側邊界外不遠處。由此向西可前往虎尾南部、土庫、元長北部、東勢、台西等地；向東可前往古坑、高厝林子頭的東側端點（古坑端）並止於國道3號古坑系統交流道；亦可於雲林系統交流道轉接國道1號前往台灣西部南北各地。
省道台1線（延平路二段）又稱「縱貫公路」，是台北至屏東楓港的傳統平面幹道，大致以再轉北北西—南南東走向由本地區北部邊界入境後轉南南西，其後繞彎道轉西南西再繞彎道轉南，至到本地區西南部凹入部分邊界頂點後轉南沿邊界地帶而行，其後沿邊界轉南南西以至出境。由該道路向北北西經省道台1丁線起點路口、縣道158號（可通往國道1號斗南交流道）終點路口後可前往虎尾東北部、莿桐西南部、西螺、溪州等地，向南南西可前往大埤東界、大林、溪口東部、民雄等地。
省道台1丁線（光華路）是莿桐經斗六至斗南的幹道，其南側端點（終點）位於本地區北部邊界外不遠處的省道台1線路口。由此向東轉東南東經高架橋跨越鐵路後轉東北微東經新庄可前往九老爺北端、保長廍西南部、保長廍與大潭交界地帶、斗六市區、斗六與海豐崙交界地帶、保長廍東北部、竹圍子西南端、大埔尾、樹子腳西南端、莿桐市區南側並止於省道台1線路口另一路口。
縣道158甲線（中興路、中正路、延平路二段、永安街、文昌路、忠孝路）是台西鄉崙子頂至竹山鎮桶頭的道路，大致以西北西—東南東走向到達本地區西北部凸出部分的西南角後，沿本地區西北部凸出部分南側邊界而行，其後沿邊界繞彎道轉東北東再繞彎道轉東南東，至省道台1線（延平路二段）路口轉北與其共線約50公尺並入境，至永安街路口轉東北東獨行，至縣道158乙線（文昌路）路口轉南與其共線，其後繞大彎轉東南東經陸橋跨越鐵路後，經縣道158乙線（新生三路）右側路口後轉東南微東獨行以至出境。由該道路向西北西轉西經國道1號高架橋下、省道台78線（東西向快速公路－台西古坑線）高架橋下後可前往虎尾南端、土庫、褒忠、東勢北部、台西等地；向東南微東可前往古坑、竹山鎮桶頭地區並止於縣道149號路口。
縣道158乙線（大同路、文昌路、忠孝路、新生三路、仁愛路）是斗南鎮小東至古坑鄉永光（實際終點在麻園）的道路，大致以西北微北—東南微南走向由本地區北部邊界西側入境後，至文昌路路口轉東微北，經省道台1線路口轉東南微南，至縣道158甲線（永安街）右側路口轉南與其共線，其後繞大彎轉東南東經陸橋跨越鐵路後，至新生三路路口轉西南微南獨行，至仁愛路路口轉東南以至出境。由該道路向西北微北經國道1號高架橋下可前往小東並止於其西部邊界外緣的縣道158號路口；向東南可前往舊社東部、阿丹、麻園並止於省道台3線路口。
鄉道雲85-1線（建國一路～二路、建國三路）是斗南市區西側外環道，其北側端點位於本地區北部略偏東的省道台1線路口。由此向西微南蜿蜒而行，經縣道158乙線路口後轉南，於本地區西部邊界出境後可前往大東東南端、五間厝並止於其與舊社交界地帶的省道台1線另一路口。
鄉道雲96線（新興街）是下莊仔至斗南的道路，其東側端點（終點）位於本地區西部邊界南側的省道台1線路口。由此向西南西可前往五間厝、埤頭、埔羗崙與田子林交界地帶、田子林、過港地區的下庄子並止於縣道145甲線路口。
鄉道雲185線（信義路）是斗南至石龜溪的道路，其北側端點（起點）位於本地區中部偏東南的縣道158甲線、158乙線共線陸橋（福德陸橋）下的忠孝路路口。由此向西南沿鐵路東南側而行，至本地區南部邊界處轉南微西出境後，可前往舊社、林子、石龜溪並止於鄉道雲188線路口。

## 學校
- 斗南高中
- 東明國中（東半部）
- 斗南國小

## 廟宇
- 寒林寺（地藏庵）